# Dominique Louise Pélegrin
 (avril 2021).
Pour les articles homonymes, voir Pélegrin.
Dominique Louise Pélegrin, née le 18 août 1949 à Saint-Mandé, est une écrivaine, romancière, ancienne grand reporter à Télérama, spécialiste des sujets de société.
Comme journaliste, elle contribue à la circulation de réflexions critiques, à rendre accessible les travaux de chercheurs (dans les domaines travail, santé, éducation, sociologie, environnement).

## Biographie
Dominique Louise Pélegrin naît le 18 août 1949 à Saint-Mandé.
De 1973 à mars 2007 elle est grand reporter à Télérama, spécialiste des sujets de société. Parallèlement, en 1985, elle devient rédactrice en chef de Piranha, le journal qui vous dévore[réf. souhaitée].
Elle est invitée comme artiste résidente à Brest en 2006 par la manifestation Carnets d'ici et ailleurs, et expose le Grand Phrasier, arbre éphémère construit avec le public, dont les feuilles étaient mille phrases extraites de ses carnets.
En 2007, elle est conseillère éditoriale de la revue Pratiques, une revue de sciences humaine indépendante et sans publicité, consacrée aux questions de santé, rédigée et dirigée par des soignants en exercice[réf. nécessaire].

## Publications
- Stratégies de la framboise, aventures potagères (récit), Autrement, 2003.
- Jardins paradis, Larousse, 2005 (avec le photographe Marc Ayrault).
- Le Crocodile rouillé (roman), Belfond, 2007.
- Ciel ! ma prairie, aventures paysagères (essai), Autrement, 2008.
- Le rossignol vainqueur (Recueil de nouvelles), éditions Dialogues, 2011[4]

## Filmographie
- 1999 : Belledombre, réalisé par Philippe Tribois, France 2 (coscénariste).
- 2003 : La Vie en décalé, réalisé par Jean Michel Rodrigo, France 5.